# رادو میخائیلانو
رادو میخائیلانو (رومانیایی: Radu Mihăileanu؛ زادهٔ ۲۳ آوریل ۱۹۵۸) کارگردان فیلم و فیلم‌نامه‌نویس اهل رومانی است. فیلم منبع او در جشنواره فیلم کن ۲۰۱۱ به نمایش درآمد.

## گزیدهٔ فیلم‌شناسی
- تاریخ عشق (۲۰۱۶)
- چشم‌های زرد تمساح‌ها (۲۰۱۴)
- منبع (۲۰۱۱)
- کنسرت (۲۰۰۹)
- بازگشت کازانووا (۱۹۹۲)
- وسواس بیمارگونه (۱۹۸۹)
- نمایی به یک قتل (۱۹۸۵)